# Bandiera della Seconda Repubblica Spagnola

La bandiera della Seconda Repubblica spagnola

La bandiera della Seconda Repubblica spagnola fu la bandiera ufficiale del Paese iberico dal 1931 al 1939 durante il periodo della Seconda Repubblica e la bandiera del governo repubblicano spagnolo in esilio fino al 1977.

## Storia
Iniziò ad essere usata il 27 aprile 1931, ossia tredici giorni dopo la proclamazione della repubblica spagnola. La bandiera era formata da tre strisce orizzontali della medesima larghezza colorate di rosso, giallo e morato. La bandiera nazionale aveva al centro anche lo stemma della seconda repubblica spagnola (inquartato di Castiglia, di León, di Aragona e Navarra, accompagnato in punta di Granada, sovrastato da corona muraria).
Dopo la fine della guerra civile spagnola la bandiera venne utilizzata dalla guerriglia antifranchista. Dopo il crollo del regime dittatoriale la bandiera repubblicana venne adottata dai movimenti di sinistra e dai sindacati.

## Galleria d'immagini

Bandiera della marina mercantile.
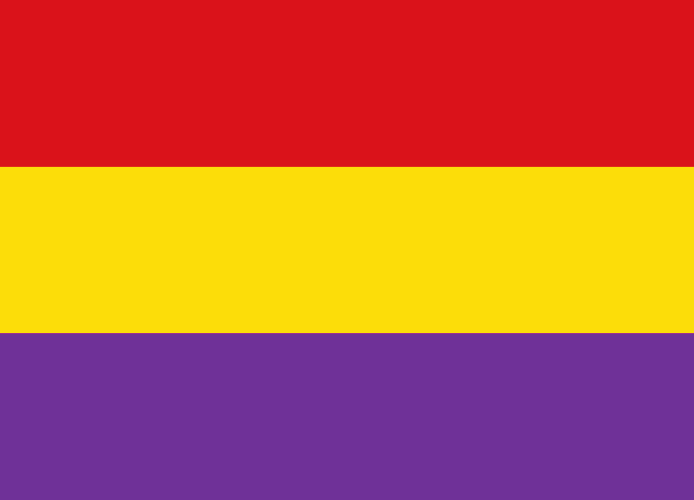
Bandiera militare.